# Ligue majeure de baseball 2023
Navigation
2022 2024
La saison 2023 de la Ligue majeure de baseball est la 148e saison de l'histoire de la Ligue majeure de baseball (MLB) et la 123e depuis qu'elle est constituée de ses deux composantes, la Ligue américaine et la Ligue nationale. La saison régulière débute le 30 mars et se termine le 1er octobre 2023. Les séries éliminatoires débute le 3 octobre et se termine le 1er novembre 2023 par le match 5 de la Série mondiale 2023. 
Ce sont les Rangers du Texas qui remportent leur première Série mondiale de leur histoire face aux Diamondbacks de l'Arizona quatre victoires a une.

## Participants
| Franchise              | Stade                       |
| ---------------------- | --------------------------- |
| Orioles de Baltimore   | Oriole Park at Camden Yards |
| Red Sox de Boston      | Fenway Park                 |
| Yankees de New York    | Yankee Stadium              |
| Rays de Tampa Bay      | Tropicana Field             |
| Blue Jays de Toronto   | Centre Rogers               |
| White Sox de Chicago   | Guaranteed Rate Field       |
| Guardians de Cleveland | Progressive Field           |
| Tigers de Détroit      | Comerica Park               |
| Royals de Kansas City  | Kauffman Stadium            |
| Twins du Minnesota     | Target Field                |
| Angels de Los Angeles  | Angel Stadium of Anaheim    |
| Astros de Houston      | Minute Maid Park            |
| Athletics d'Oakland    | Oakland Coliseum            |
| Mariners de Seattle    | T-Mobile Park               |
| Rangers du Texas       | Globe Life Field            |

| Franchise                 | Stade                    |
| ------------------------- | ------------------------ |
| Braves d'Atlanta          | Truist Park              |
| Marlins de Miami          | LoanDepot Park           |
| Mets de New York          | Citi Field               |
| Phillies de Philadelphie  | Citizens Bank Park       |
| Nationals de Washington   | Nationals Park           |
| Cubs de Chicago           | Wrigley Field            |
| Reds de Cincinnati        | Great American Ball Park |
| Brewers de Milwaukee      | American Family Field    |
| Pirates de Pittsburgh     | PNC Park                 |
| Cardinals de Saint-Louis  | Busch Stadium            |
| Diamondbacks de l'Arizona | Chase Field              |
| Rockies du Colorado       | Coors Field              |
| Dodgers de Los Angeles    | Dodger Stadium           |
| Padres de San Diego       | Petco Park               |
| Giants de San Francisco   | Oracle Park              |

| Braves Marlins Yankees Phillies Nationals Cubs Reds Astros Brewers Pirates Cardinals Diamondbacks Rockies Dodgers Padres Giants Orioles Red Sox Mets Rays Blue Jays White Sox Guardians Tigers Royals Twins Angels Athletics Mariners Rangers |

## Calendrier
Le 24 août 2022, la Ligue majeure de baseball dévoile le calendrier pour la saison 2023. Il y a toujours 162 matchs pour chaque équipe et cette année toutes les équipes s'affrontent au moins une fois. Les équipes jouent 13 matchs contre leur rivaux de division, soit un total de 52 match. Ils jouent 6 matchs contre six adversaires et sept contre quatre adversaires de la même ligue, soit 64 match au total. Enfin, chaque équipes jouent 46 matchs interligues (Ligue américaine contre Ligue nationale), dont une série de quatre matchs aller-retour contre leur rival interligues (Dodgers contre Angels ou encore Yankees contre Mets),.
Dans le cadre du MLB World Tour, les Giants de San Francisco et les Padres de San Diego, jouent une série de deux matchs a l'Estadio Alfredo Harp Helú de Mexico les 29 et 30 avril. Les Cardinals de Saint-Louis et les Cubs de Chicago jouent une série de deux matchs au Stade de Londres, lors des London Series les 24 et 25 juin. La MLB Little League Classic se déroule le 20 aout entre les Phillies de Philadelphie et les Nationals de Washington.
Le Match des étoiles 2023, a lieu le 11 juillet au T-Mobile Park de Seattle, stade des Mariners de Seattle,. C'est la Ligue nationale qui remporte le match 3-2, une première depuis 2012.
La journée d'ouverture a lieu le 30 mars et les 30 équipes jouent lors de cette journée pour la première fois depuis 1968,.

## Changements de règles
Le 8 septembre 2022, la MLB a annoncé une série de changements de règles qui prendront effet en 2023,,.
- Une horloge de lancement a été introduite et comporte de nombreuses exigences.
  - Une période de 30 secondes entre deux frappeurs à chaque demi-manche.
  - Un chronomètre de 15 secondes entre les lancers avec des bases vides, et de 20 secondes avec au moins un coureur sur bases.
  - Le lanceur doit amorcer son mouvement avant la fin du chrono. Une violation aboutira automatiquement à un but sur balles.
  - Le frappeur doit être sur le terrain et avertir le lanceur lorsqu'il ne lui reste plus que huit secondes. Une infraction donnera lieu à une prise automatique.
  - Lorsque les coureurs sont sur bases, le chronomètre se remet à zéro si le lanceur essaie de retirer ou descend du caoutchouc (collectivement, on parle de « désengagement »).
  - Seulement deux dégagements sont permis; toutefois, ce compte à rebours est réinitialisé si un coureur de base avance. Les visites de monticules, les pauses en cas de blessure et les pauses offensives en équipe ne comptent pas dans ce calcul.
  - Dans un troisième désengagement, si la tentative est ratée cela fera avancer le coureur d'un but.
  - Si une équipe a épuisé toutes ses cinq visites de monticule permises à la neuvième manche, elle reçoit une visite additionnelle à la neuvième manche.
  - Les arbitres peuvent accorder un délai additionnel si les circonstances le justifient.
- Les déplacements défensifs sont limités :
  - L'équipe défensive doit compter au moins quatre joueurs à l'intérieur, dont au moins deux de chaque côté de la seconde base.
  - Tous les joueurs de champ intérieur doivent avoir les deux pieds à l'intérieur du bord extérieur du champ intérieur marqué quand le lanceur est sur le caoutchouc.
  - Les joueurs du champ intérieur ne peuvent pas changer de côté du champ intérieur avant le lancement.
  - Si les joueurs de champ intérieur ne sont pas correctement alignés au moment du lancer, l'équipe offensive peut choisir d'accepter le résultat du jeu ou de recevoir un but sur balles.
- La taille des bases augmentent pasant de 38 à 46 cm.

D'autres changements sont annoncés le 13 février 2023, :
- Lors des matchs de saison régulière, la règle des manches supplémentaires sera en vigueur, chaque manche supplémentaire commence par un coureur en deuxième base.
- La règle qui gouverne la position dans laquelle les joueurs peuvent lancer a été changée. Auparavant, les joueurs étaient autorisés à lancer lorsqu'une équipe avait une avance de six points ou plus. À partir de cette saison :
  - L'équipe qui est devant au score peut uniquement utiliser un joueur de position dans ce rôle qu'à partir de la neuvième manche t avec une avance d'au moins 10 points.
  - Une équipe qui a huit points de retard ou plus peut utiliser une position pour lancer à tout moment de la partie.
  - L'utilisation de joueurs de position comme lanceurs dans les manches supplémentaires n'est pas restreinte, comme c'était le cas sous la règle précédente.

## Classements
Légende :
- Qualification pour les séries éliminatoires

| AL Est                   | V   | D  | Moy.  | MR | Dom.  | Ext.  |
| ------------------------ | --- | -- | ----- | -- | ----- | ----- |
| (1) Orioles de Baltimore | 101 | 61 | 0.623 | —  | 49–32 | 52–29 |
| (4) Rays de Tampa Bay    | 99  | 63 | 0.611 | 2  | 53–28 | 46–35 |
| (6) Blue Jays de Toronto | 89  | 73 | 0.549 | 12 | 43–38 | 46–35 |
| Yankees de New York      | 82  | 80 | 0.506 | 19 | 42–39 | 40–41 |
| Red Sox de Boston        | 78  | 84 | 0.481 | 23 | 39–42 | 39–42 |

| AL Centrale            | V  | D   | Moy.  | MR | Dom.  | Ext.  |
| ---------------------- | -- | --- | ----- | -- | ----- | ----- |
| (3) Twins du Minnesota | 87 | 75  | 0.537 | —  | 47–34 | 40–41 |
| Tigers de Détroit      | 78 | 84  | 0.481 | 9  | 37–44 | 41–40 |
| Guardians de Cleveland | 76 | 86  | 0.469 | 11 | 42–39 | 34–47 |
| White Sox de Chicago   | 61 | 101 | 0.377 | 26 | 31–50 | 30–51 |
| Royals de Kansas City  | 56 | 106 | 0.346 | 31 | 33–48 | 23–58 |

| AL Ouest              | V  | D   | Moy.  | MR | Dom.  | Ext.  |
| --------------------- | -- | --- | ----- | -- | ----- | ----- |
| (2) Astros de Houston | 90 | 72  | 0.556 | —  | 39–42 | 51–30 |
| (5) Rangers du Texas  | 90 | 72  | 0.556 | —  | 50–31 | 40–41 |
| Mariners de Seattle   | 88 | 74  | 0.543 | 2  | 45–36 | 43–38 |
| Angels de Los Angeles | 73 | 89  | 0.451 | 17 | 38–43 | 35–46 |
| Athletics d'Oakland   | 50 | 112 | 0.309 | 40 | 26–55 | 24–57 |

| NL Est                       | V   | D  | Moy.  | MR  | Dom.  | Ext.  |
| ---------------------------- | --- | -- | ----- | --- | ----- | ----- |
| (1) Braves d'Atlanta         | 104 | 58 | 0.642 | —   | 52–29 | 52–29 |
| (4) Phillies de Philadelphie | 90  | 72 | 0.556 | 14  | 49–32 | 41–40 |
| (5) Marlins de Miami         | 84  | 77 | 0.522 | 19½ | 46–35 | 38–42 |
| Mets de New York             | 74  | 87 | 0.460 | 29½ | 42–38 | 32–49 |
| Nationals de Washington      | 71  | 91 | 0.438 | 33  | 34–47 | 37–44 |

| NL Centrale              | V  | D  | Moy.  | MR | Dom.  | Ext.  |
| ------------------------ | -- | -- | ----- | -- | ----- | ----- |
| (3) Brewers de Milwaukee | 92 | 70 | 0.568 | —  | 49–32 | 43–38 |
| Cubs de Chicago          | 83 | 79 | 0.512 | 9  | 45–36 | 38–43 |
| Reds de Cincinnati       | 82 | 80 | 0.506 | 10 | 38–43 | 44–37 |
| Pirates de Pittsburgh    | 76 | 86 | 0.469 | 16 | 39–42 | 37–44 |
| Cardinals de Saint-Louis | 71 | 91 | 0.438 | 21 | 35–46 | 36–45 |

| NL Ouest                      | V   | D   | Moy.  | MR | Dom.  | Ext.  |
| ----------------------------- | --- | --- | ----- | -- | ----- | ----- |
| (2) Dodgers de Los Angeles    | 100 | 62  | 0.617 | —  | 53–28 | 47–34 |
| (6) Diamondbacks de l'Arizona | 84  | 78  | 0.519 | 16 | 43–38 | 41–40 |
| Padres de San Diego           | 82  | 80  | 0.506 | 18 | 44–37 | 38–43 |
| Giants de San Francisco       | 79  | 83  | 0.488 | 21 | 45–36 | 34–47 |
| Rockies du Colorado           | 59  | 103 | 0.364 | 41 | 37–44 | 22–59 |

## Séries éliminatoires
Cette année les séries éliminatoires restent inchangés par rapport à la saison dernière, :
- Douze équipes se qualifient pour les séries éliminatoires, avec des gagnants de division classés un à trois et un wild card classé quatre à six dans leurs ligues respectives.
- Les deux premières têtes de série de chaque ligue sont exempts de wild card.
- L'équipe vainqueur de division la moins bien classée et trois équipes de wild card (chacune classée selon le record de la saison régulière) jouent un tour Wild Card au meilleur des trois, la tête de série la plus élevée accueillant les trois matchs. La troisième tête de série joue la sixième tête de série et la quatrième tête de série joue la cinquième tête de série.
- La première tête de série affrontera le vainqueur de la quatrième tête de série contre la cinquième tête de série, et la deuxième tête de série affronte le vainqueur de la troisième tête de série contre la sixième tête de série dans le tour de division.

Les Rangers du Texas remportent leur première Série mondiale en 62 ans d'existence. Corey Seager est nommé joueur par excellence de la Série mondiale.

### Tableau
|  | Séries de Wild Card | Séries de Wild Card       | Séries de Wild Card | Séries de Wild Card       |     |                          | Séries de divisions | Séries de divisions | Séries de divisions | Séries de divisions |  |  | Série de championnat | Série de championnat | Série de championnat | Série de championnat |  |  | Série mondiale | Série mondiale | Série mondiale | Série mondiale |
|  |                     |                           |                     |                           |     |                          |                     |                     |                     |                     |  |  |                      |                      |                      |                      |  |  |                |                |                |                |
|  |                     |                           |                     |                           |     |                          |                     |                     |                     |                     |  |  |                      |                      |                      |                      |  |  |                |                |                |                |
|  |                     |                           |                     |                           |     |                          |                     |                     |                     |                     |  |  |                      |                      |                      |                      |  |  |                |                |                |                |
|  |                     |                           |                     |                           |     |                          |                     |                     |                     |                     |  |  |                      |                      |                      |                      |  |  |                |                |                |                |
|  |                     |                           |                     |                           |     |                          |                     |                     |                     |                     |  |  |                      |                      |                      |                      |  |  |                |                |                |                |
|  | 1                   | Orioles de Baltimore      | 0                   | 0                         |     |                          |                     |                     |                     |                     |  |  |                      |                      |                      |                      |  |  |                |                |                |                |
|  | 1                   | Orioles de Baltimore      | 0                   | 0                         |     |                          |                     |                     |                     |                     |  |  |                      |                      |                      |                      |  |  |                |                |                |                |
|  |                     |                           | 5                   | Rangers du Texas          | 3   | 3                        |                     |                     |                     |                     |  |  |                      |                      |                      |                      |  |  |                |                |                |                |
|  | 4                   | Rays de Tampa Bay         | 5                   | Rangers du Texas          | 3   | 3                        | 0                   | 0                   |                     |                     |  |  |                      |                      |                      |                      |  |  |                |                |                |                |
|  | 4                   | Rays de Tampa Bay         |                     |                           |     |                          |                     | 0                   |                     |                     |  |  |                      |                      |                      |                      |  |  |                |                |                |                |
|  | 5                   | Rangers du Texas          | 2                   | 2                         |     |                          |                     |                     |                     |                     |  |  |                      |                      |                      |                      |  |  |                |                |                |                |
|  | 5                   | Rangers du Texas          | 2                   | 2                         | 5   | Rangers du Texas         | 4                   | 4                   |                     |                     |  |  |                      |                      |                      |                      |  |  |                |                |                |                |
|  |                     |                           |                     |                           | 5   | Rangers du Texas         | 4                   | 4                   |                     |                     |  |  |                      |                      |                      |                      |  |  |                |                |                |                |
|  |                     |                           | 2                   | Astros de Houston         | 3   | 3                        |                     |                     |                     |                     |  |  |                      |                      |                      |                      |  |  |                |                |                |                |
|  |                     |                           |                     |                           | 3   | 3                        |                     |                     |                     |                     |  |  |                      |                      |                      |                      |  |  |                |                |                |                |
|  |                     |                           |                     |                           |     |                          |                     |                     |                     |                     |  |  |                      |                      |                      |                      |  |  |                |                |                |                |
|  |                     |                           |                     |                           |     |                          |                     |                     |                     |                     |  |  |                      |                      |                      |                      |  |  |                |                |                |                |
|  | 2                   | Astros de Houston         | 3                   | 3                         |     |                          |                     |                     |                     |                     |  |  |                      |                      |                      |                      |  |  |                |                |                |                |
|  | 2                   | Astros de Houston         | 3                   | 3                         |     |                          |                     |                     |                     |                     |  |  |                      |                      |                      |                      |  |  |                |                |                |                |
|  |                     |                           | 3                   | Twins du Minnesota        | 1   | 1                        |                     |                     |                     |                     |  |  |                      |                      |                      |                      |  |  |                |                |                |                |
|  | 3                   | Twins du Minnesota        | 3                   | Twins du Minnesota        | 1   | 1                        | 2                   | 2                   |                     |                     |  |  |                      |                      |                      |                      |  |  |                |                |                |                |
|  | 3                   | Twins du Minnesota        |                     |                           |     |                          |                     | 2                   |                     |                     |  |  |                      |                      |                      |                      |  |  |                |                |                |                |
|  | 6                   | Blue Jays de Toronto      | 0                   | 0                         |     |                          |                     |                     |                     |                     |  |  |                      |                      |                      |                      |  |  |                |                |                |                |
|  | 6                   | Blue Jays de Toronto      | 0                   | 0                         | AL5 | Rangers du Texas         | 4                   | 4                   |                     |                     |  |  |                      |                      |                      |                      |  |  |                |                |                |                |
|  |                     |                           |                     |                           | AL5 | Rangers du Texas         | 4                   | 4                   |                     |                     |  |  |                      |                      |                      |                      |  |  |                |                |                |                |
|  |                     |                           | NL6                 | Diamondbacks de l'Arizona | 1   | 1                        |                     |                     |                     |                     |  |  |                      |                      |                      |                      |  |  |                |                |                |                |
|  |                     |                           |                     |                           | 1   | 1                        |                     |                     |                     |                     |  |  |                      |                      |                      |                      |  |  |                |                |                |                |
|  |                     |                           |                     |                           |     |                          |                     |                     |                     |                     |  |  |                      |                      |                      |                      |  |  |                |                |                |                |
|  |                     |                           |                     |                           |     |                          |                     |                     |                     |                     |  |  |                      |                      |                      |                      |  |  |                |                |                |                |
|  | 1                   | Braves d'Atlanta          | 1                   | 1                         |     |                          |                     |                     |                     |                     |  |  |                      |                      |                      |                      |  |  |                |                |                |                |
|  | 1                   | Braves d'Atlanta          | 1                   | 1                         |     |                          |                     |                     |                     |                     |  |  |                      |                      |                      |                      |  |  |                |                |                |                |
|  |                     |                           | 4                   | Phillies de Philadelphie  | 3   | 3                        |                     |                     |                     |                     |  |  |                      |                      |                      |                      |  |  |                |                |                |                |
|  | 4                   | Phillies de Philadelphie  | 4                   | Phillies de Philadelphie  | 3   | 3                        | 2                   | 2                   |                     |                     |  |  |                      |                      |                      |                      |  |  |                |                |                |                |
|  | 4                   | Phillies de Philadelphie  |                     |                           |     |                          |                     | 2                   |                     |                     |  |  |                      |                      |                      |                      |  |  |                |                |                |                |
|  | 5                   | Marlins de Miami          | 0                   | 0                         |     |                          |                     |                     |                     |                     |  |  |                      |                      |                      |                      |  |  |                |                |                |                |
|  | 5                   | Marlins de Miami          | 0                   | 0                         | 4   | Phillies de Philadelphie | 3                   | 3                   |                     |                     |  |  |                      |                      |                      |                      |  |  |                |                |                |                |
|  |                     |                           |                     |                           | 4   | Phillies de Philadelphie | 3                   | 3                   |                     |                     |  |  |                      |                      |                      |                      |  |  |                |                |                |                |
|  |                     |                           | 6                   | Diamondbacks de l'Arizona | 4   | 4                        |                     |                     |                     |                     |  |  |                      |                      |                      |                      |  |  |                |                |                |                |
|  |                     |                           |                     |                           | 4   | 4                        |                     |                     |                     |                     |  |  |                      |                      |                      |                      |  |  |                |                |                |                |
|  |                     |                           |                     |                           |     |                          |                     |                     |                     |                     |  |  |                      |                      |                      |                      |  |  |                |                |                |                |
|  |                     |                           |                     |                           |     |                          |                     |                     |                     |                     |  |  |                      |                      |                      |                      |  |  |                |                |                |                |
|  | 2                   | Dodgers de Los Angeles    | 0                   | 0                         |     |                          |                     |                     |                     |                     |  |  |                      |                      |                      |                      |  |  |                |                |                |                |
|  | 2                   | Dodgers de Los Angeles    | 0                   | 0                         |     |                          |                     |                     |                     |                     |  |  |                      |                      |                      |                      |  |  |                |                |                |                |
|  |                     |                           | 6                   | Diamondbacks de l'Arizona | 3   | 3                        |                     |                     |                     |                     |  |  |                      |                      |                      |                      |  |  |                |                |                |                |
|  | 3                   | Brewers de Milwaukee      | 6                   | Diamondbacks de l'Arizona | 3   | 3                        | 0                   | 0                   |                     |                     |  |  |                      |                      |                      |                      |  |  |                |                |                |                |
|  | 3                   | Brewers de Milwaukee      |                     |                           |     |                          |                     | 0                   |                     |                     |  |  |                      |                      |                      |                      |  |  |                |                |                |                |
|  | 6                   | Diamondbacks de l'Arizona | 2                   | 2                         |     |                          |                     |                     |                     |                     |  |  |                      |                      |                      |                      |  |  |                |                |                |                |
|  | 6                   | Diamondbacks de l'Arizona | 2                   | 2                         |     |                          |                     |                     |                     |                     |  |  |                      |                      |                      |                      |  |  |                |                |                |                |
|  |                     |                           |                     |                           |     |                          |                     |                     |                     |                     |  |  |                      |                      |                      |                      |  |  |                |                |                |                |

## Récompenses
| Mois      | Ligue américaine | Ligue nationale  |
| --------- | ---------------- | ---------------- |
| Avril     | Matt Chapman     | Ronald Acuña Jr. |
| Mai       | Aaron Judge      | Freddie Freeman  |
| Juin      | Shohei Ohtani    | Ronald Acuña Jr. |
| Juillet   | Shohei Ohtani    | Cody Bellinger   |
| Aout      | Julio Rodríguez  | Mookie Betts     |
| Septembre | Yordan Álvarez   | Ronald Acuña Jr. |

| Mois      | Ligue américaine | Ligue nationale   |
| --------- | ---------------- | ----------------- |
| Avril     | Josh Jung        | James Outman      |
| Mai       | Josh Jung        | Spencer Steer     |
| Juin      | Gunnar Henderson | Corbin Carroll    |
| Juillet   | Triston Casas    | Francisco Álvarez |
| Aout      | Zack Gelof       | James Outman      |
| Septembre | Royce Lewis      | Nolan Jones       |

| Mois      | Ligue américaine | Ligue nationale |
| --------- | ---------------- | --------------- |
| Avril     | Gerrit Cole      | Clayton Kershaw |
| Mai       | Nathan Eovaldi   | Michael Wacha   |
| Juin      | James Paxton     | Blake Snell     |
| Juillet   | Tyler Glasnow    | Corbin Burnes   |
| Aout      | Cole Ragans      | Freddy Peralta  |
| Septembre | Tarik Skubal     | Blake Snell     |

| Mois      | Ligue américaine | Ligue nationale |
| --------- | ---------------- | --------------- |
| Avril     | Félix Bautista   | Josh Hader      |
| Mai       | Alex Lange       | Camilo Doval    |
| Juin      | Félix Bautista   | Craig Kimbrel   |
| Juillet   | Félix Bautista   | Devin Williams  |
| Aout      | Andrés Muñoz     | Raisel Iglesias |
| Septembre | Clay Holmes      | Tanner Scott    |